# Il romanzo di un maestro
Il romanzo di un maestro è un romanzo di Edmondo De Amicis.
Scritto nel 1886, coevo quindi del più conosciuto libro Cuore (di cui costituisce una sorta di contraltare), fu pubblicato dalla casa editrice Treves solo quattro anni dopo, nel 1890.
Da esso è stato tratto nel 1959 lo sceneggiato televisivo omonimo Il romanzo di un maestro, diretto da Mario Landi ed interpretato, fra gli altri, da Armando Francioli.

## Contenuto
Racconto dal chiaro intento pedagogico (l'autore lo pubblicò con l'evidente intenzione di denunciare l'arretratezza culturale dell'Italia da poco unificata e le deplorevoli condizioni della classe magistrale, sebbene non siano pochi i passaggi che rendono merito alle virtù di insegnanti, ispettori e soprintendenti), ha in comune con Cuore una serie di rimandi interni tra cui un paragrafo di particolare significato concernente l'educazione del cuore intesa come educazione morale, ovvero lo scopo ultimo cui deve tendere secondo l'autore il lavoro del docente.
In questo senso, la visione dello scrittore si discosta dal suo precedente, più celebre ed edulcorato lavoro più conosciuto. L'autore si sofferma in particolare sull'importanza dell'educazione ai valori umani come la solidarietà e l'amicizia e sulla necessità di formare le future generazioni.
Il romanzo di un maestro è centrato sulla figura di un maestro di prima elementare, Emilio Ratti, formatosi alla Scuola normale di Pinerolo,  insegnante fine Ottocento, destinato a scontrarsi con i raggiri e le meschinità di un mondo di provincia qui visto in lucida oggettività. Alla storia principale si intreccia quella della vicenda amorosa - centro focale per pettegolezzi paesani - che lega il docente alla collega Faustina.
Interessante è anche la trattazione del rapporto fra insegnanti e famiglie, in ragione del fatto soprattutto che molte di queste si opponevano a far frequentare la scuola ai figli, privilegiando il lavoro nei campi. Pedagogia dell'esempio, quindi, come fil rouge che attraversa l'intera storia a riprova di come la coerenza debba, a parere dell'autore, caratterizzare il lavoro del docente e animare il suo essere anche al di fuori dell'àmbito strettamente scolastico.

## Edizioni
- Edmondo De Amicis, Il romanzo di un maestro (a cura di A. Ascenzi, P. Boero, R. Sani), De Ferrari, 2007